# جديع (القفر)

تعديل مصدري - تعديل

جديع محلة تابعة لقرية الظهيرة، التابعة لعزلة بني مبارز بمديرية القفر إحدى مديريات محافظة إب في الجمهورية اليمنية، بلغ تعداد سكانها 35 حسب تعداد اليمن لعام 2004.